# 小行星4006
小行星4006（英語：4006 Sandler）是一颗围绕太阳公转的小行星。1972年12月29日，塔瑪拉·米哈伊洛夫那·斯米爾諾娃在克里米亚发现了此天体。
这颗小行星的绝对星等为123.1373064951305等。